# ブロンドの恋
『ブロンドの恋』（チェコ語: Lásky jedné plavovlásky）は、ミロス・フォアマン監督による1965年のチェコスロバキアのコメディ映画である。

## あらすじ
ひとりの女工の奔放な恋を描くラブコメディ。製靴工場で働く女工・アンドゥラは、さまざまな男に興味を持つ日々を過ごす。そしてある日、ダンスパーティーでナンパなピアニスト・ミールダに出会う。

## 製作
フォーマンは自身の過去からの現実世界の事件に基づいて物語を作り、実際の靴工場があるチェコの小さな町の場所で撮影することによって現実感を演出しようとした。かなりの量の対話の即興に依存し、ドキュメンタリースタイルの映画技法を採用している、主にプロではない素人のキャストを用いて作られた。

## 評価
公開当初、『ブロンドの恋』は母国で人気を博し、いくつかの主要な映画祭で上映され、数々のノミネートや賞を獲得し好評を博した。この映画は現在、チェコ・ヌーヴェルヴァーグの最も重要な作品の1つと見なされている。